# Wspólnota administracyjna Mosbach
Wspólnota administracyjna Mosbach – wspólnota administracyjna (niem. Vereinbarte Verwaltungsgemeinschaft) w Niemczech, w kraju związkowym Badenia-Wirtembergia, w rejencji Karlsruhe, w regionie Rhein-Neckar, w powiecie Neckar-Odenwald. Siedziba wspólnoty znajduje się w mieście Mosbach, przewodniczącym jej jest Michael Jann.
Wspólnota administracyjna zrzesza jedno miasto i trzy gminy wiejskie:
- Elztal, 5 969 mieszkańców, 46,63 km²
- Mosbach, miasto, 24 490 mieszkańców, 62,23 km²
- Neckarzimmern, 1 531 mieszkańców, 8,18 km²
- Obrigheim, 5 221 mieszkańców, 24,27 km²